# Chartered Financial Analyst
Chartered Financial Analyst (acrònim: CFA; en català: Analista Financer Certificat) designa una certificació professional internacional oferta pel CFA Institute (anteriorment conegut com a AIMR) als analistes financers que aconsegueixin completar una sèrie de tres exàmens. Per arribar a convertir-se en CFA Charterholder els candidats han d'aprovar cada un dels tres exàmens de sis hores, tenir un títol universitari i tenir 48 mesos d'experiència professional en la matèria. Els CFA charterholders estan també obligats a seguir l'estricte codi ètic i estàndards que regeixen la seva conducta professional.

## Requisits
Els requisits bàsics per participar en el Programa CFA inclouen comptar amb un títol universitari o estar en últim any de carrera (o el seu equivalent reconegut pel CFA Institute), o tenir quatre anys d'experiència professional adequada en un processos d'inversió que impliquin la presa de decisions. Però per ser col·legiat, un candidat ha d'haver completat un títol universitari (o equivalent) i comptar amb quatre anys d'experiència professional, a més de superar amb èxit els tres exàmens que proven la part de coneixements acadèmics del CFA program.

## Altres certificacions
- CIIA
- Chartered Market Technician
- Certified Financial Planner
- Certified Valuation Analyst